# Pfraundorf (Raubling)

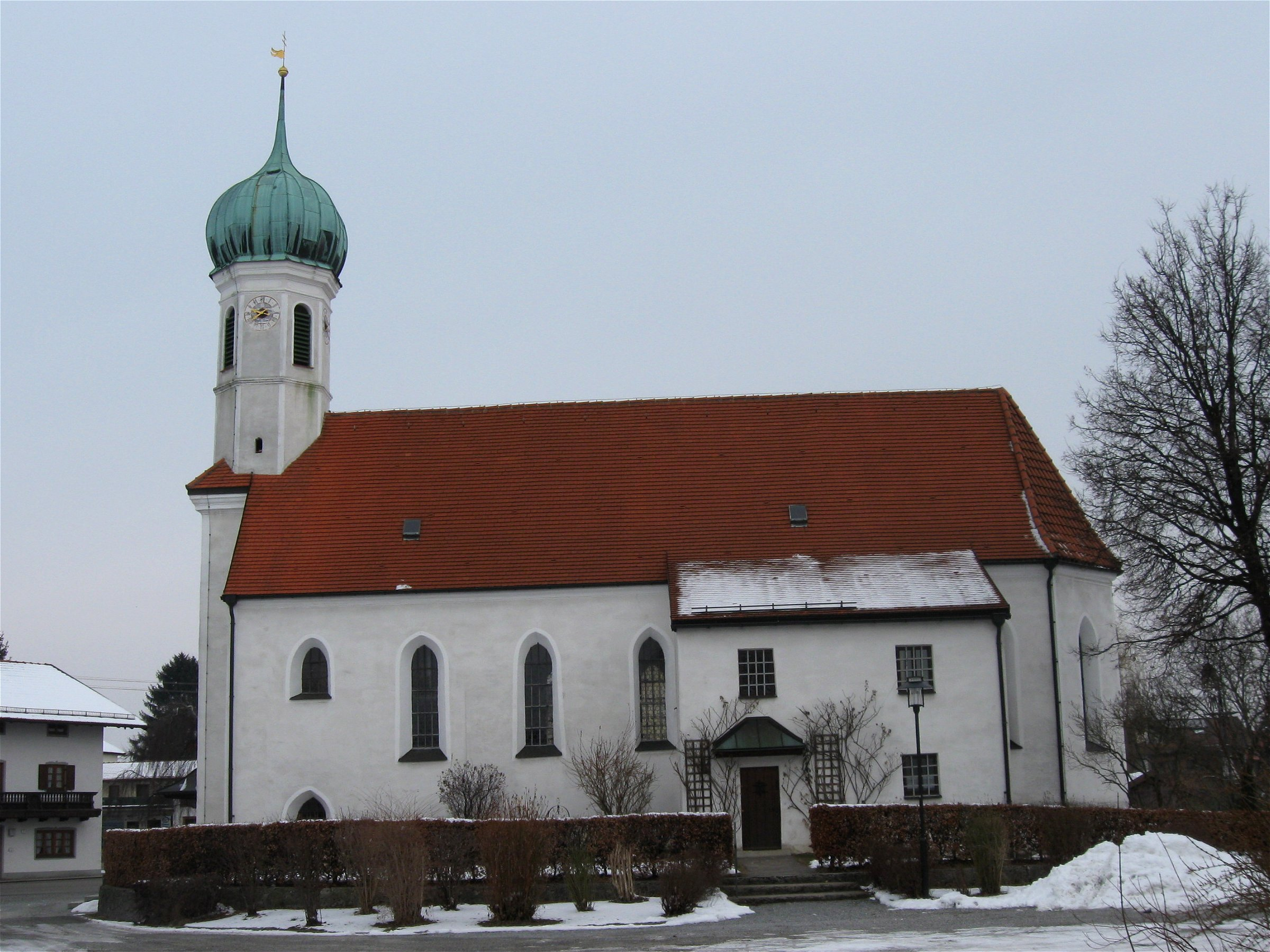
St. Nikolaus in Pfraundorf

Pfraundorf ist eine Gemarkung und ein Ortsteil der Gemeinde Raubling im oberbayerischen Landkreis Rosenheim. Es ist mit 1800 Einwohnern der zweitgrößte Ortsteil von Raubling.

## Geographie
Das Kirchdorf liegt im Alpenvorland, direkt am Inn, zwei Kilometer nördlich von Raubling und wenige Kilometer südlich von Rosenheim. Durch den Ort verlaufen die Bundesautobahn 8 und die Bahnstrecke Rosenheim–Kufstein.

## Geschichte
Im Hochmittelalter wurde das Gebiet von den Grafen von Falkenstein beherrscht. Grundherren waren jedoch meist Adel und Klöster.  Mit dem Tod des letzten Falkensteiners fiel die Grafschaft an die Wittelsbacher.

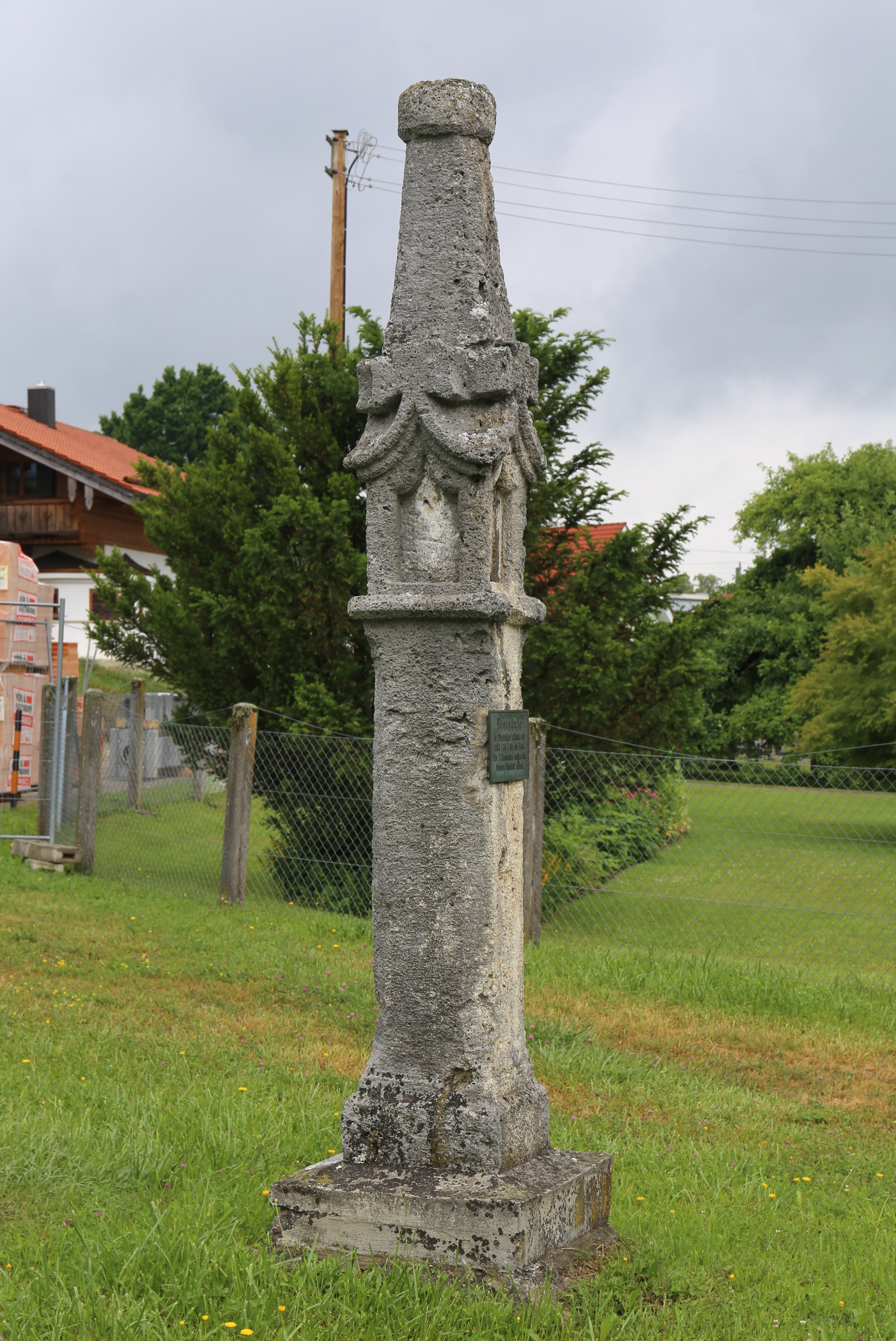
Pestsäule in Pfraundorf

Erstmals wird die Kirche in Pfraundorf 1315 in den Konradinischen Matrikeln erwähnt. Die katholische Filialkirche St. Nikolaus in Pfraundorf ist ein spätgotischer Saalbau aus dem 15./16. Jahrhundert, im Kern spätromanisch. Der Westturm mit Zwiebelhaube stammt von 1693–96. Eine Pestsäule erinnert an die Pest, die Pfraundorf in den Jahren 1633 bis 1635 wütete. In Pfraundorf entgingen nur sieben Personen der Pest.
Die 1818 durch das bayerische Gemeindeedikt gegründete Gemeinde Pfraundorf wurde im Zuge der Gebietsreform in Bayern am 1. Mai 1978 nach Raubling eingemeindet.